# Киберперчатка
Киберперчатка – это устройство ввода данных для взаимодействия человека с компьютером в виде перчатки.
Различные датчики улавливают движения изгибов пальцев и всей кисти. Активируя сенсоры определёнными движениями, можно выполнять команды, связанные с ними. Затем эти движения пальцев и всей руки расшифровываются с помощью программного обеспечения, идущего вместе с перчаткой. Каждое движение и вращение пальцем или всей рукой означает определенную команду. При использовании киберперчатки пользователю не придется переводить взгляд с монитора компьютера на клавиатуру или мышь. Также киберперчатка может быть полезна для людей с ограниченными возможностями, потому что компьютер сможет анализировать команды с помощью языка жестов. Дорогие высокотехнологичные киберперчатки могут обеспечить обратную тактильную связь, направленную на осязание человека, тем самым делая перчатку устройством не только ввода данных, но и вывода.
Чаще всего киберперчатки используются в игровой среде, так как устройство можно запрограммировать на выполнение множества действий в компьютерной игре. Например, повернуть большой палец вниз – атаковать противника. Эксперты[кто?] отмечают, что особенно удобны киберперчатки для онлайн-стратегий с большим количеством пользователей.

## История
Первая киберперчатка называлась Sayre Glove и была создана Electronic Visualization Laboratory в 1977 году.
В 1982 году Томас Г. Циммерман подал заявку на получение патента (патент США 4542291 ) на оптический гибкий датчик, установленный в перчатке, который фиксирует движения изгибов пальцев. Также Циммерман работал с Джароном Ланье над ультразвуковыми и магнитными датчиками, улавливающими положение рук (патент США 4988981). Одной из первых киберперчаток, доступных для использования дома, стала Nintendo Power Glove, появившаяся в 1989 году. Это игровая перчатка-джойстик для игровой системы Nintendo.
За кибер-перчаткой Nintendo последовала CyberGlove, созданная Virtual Technologies Inc. в 1990 году.
В 2009 году разработкой, производством и сбытом продуктов CyberGlove занялась новая компания CyberGlove Systems LLC.
В дополнение к CyberGlove были разработаны три другие перчатки: CyberTouch, которая вибрирует на каждом пальце перчатки при касании объекта в виртуальной реальности, CyberGrasp, которая фактически имитирует сжатие и прикосновение к твердому и мягкому объекту, а также устройство CyberForce, которое делает все вышеперечисленное, а также измеряет точное движение всей руки пользователя.
В 2002 году был выпущен манипулятор P5 Glove. В обычных приложениях он работал в качестве двухмерной мыши и поддерживала несколько компьютерных игр. Перчатка P5 совместима с Microsoft Windows XP и Mac OS версии 9 или ниже. Также существуют неофициальные драйверы для Linux. Эта перчатка получила множество положительных отзывов в прессе, но широко использоваться так и не начала.
Будучи обеспокоена высокой стоимостью перчаток-джойстиков, компания Pamplona et al. предложила новое устройство ввода данных, которое использует методы компьютерного зрения для оценки относительного положения кончиков пальцев и затем воссоздает движения пальцев пользователя в виртуальном мире.